# Pucung Kidul (Boyolangu)
Pucung Kidul is een bestuurslaag in het regentschap Tulungagung van de provincie Oost-Java, Indonesië. Pucung Kidul telt 3775 inwoners (volkstelling 2010).